# Tildy-kormány
A Tildy-kormány a Magyar Királyság utolsó kormánya volt, melyet a Független Kisgazdapárt akkori elnöke, Tildy Zoltán vezetett. A két és fél hónapig fennállt kormány tevékenységét a szovjetek által irányított Szövetséges Ellenőrző Bizottság agresszív tevékenysége és a kommunisták térnyerése jellemezte. Ez a Tildy-kormány névsorán is látszik: a kulcspozíciókat már ekkor az MKP tagjainak kellett átadni. A köztársaság 1946. február 1-jén történt kikiáltása után Tildy Zoltánt köztársasági elnökké nevezték ki, új kormány alakult Nagy Ferenc vezetésével.

## A kormány tagjai
| Név                                                          | hivatal kezdete    | hivatal vége     | párt                   | megjegyzés     |
| miniszterelnök                                               | miniszterelnök     | miniszterelnök   | miniszterelnök         | miniszterelnök |
| ------------------------------------------------------------ | ------------------ | ---------------- | ---------------------- | -------------- |
| Tildy Zoltán                                                 | 1945. november 15. | 1946. február 1. | Független Kisgazdapárt |                |
| miniszterelnöki teendők ellátásával megbízott államminiszter |                    |                  |                        |                |
| Rákosi Mátyás                                                | 1946. február 1.   | 1946. február 4. | MKP                    |                |
| államminiszter                                               |                    |                  |                        |                |
| Rákosi Mátyás                                                | 1945. november 15. | 1946. február 1. | MKP                    |                |
| Szakasits Árpád                                              | 1945. november 15. | 1946. február 4. | MSZDP                  |                |
| Dobi István                                                  | 1945. november 15. | 1946. február 4. | Független Kisgazdapárt |                |
| belügyminiszter                                              |                    |                  |                        |                |
| Nagy Imre                                                    | 1945. november 15. | 1946. február 4. | MKP                    |                |
| külügyminiszter                                              |                    |                  |                        |                |
| Gyöngyösi János                                              | 1945. november 15. | 1946. február 4. | Független Kisgazdapárt |                |
| pénzügyminiszter                                             |                    |                  |                        |                |
| Gordon Ferenc                                                | 1945. november 15. | 1946. február 4. | Független Kisgazdapárt |                |
| honvédelmi miniszter                                         |                    |                  |                        |                |
| Tombor Jenő                                                  | 1945. november 15. | 1946. február 4. | Független Kisgazdapárt |                |
| vallás- és közoktatásügyi miniszter                          |                    |                  |                        |                |
| Keresztury Dezső                                             | 1945. november 15. | 1946. február 4. | Nemzeti Parasztpárt    |                |
| földművelésügyi miniszter                                    |                    |                  |                        |                |
| Kovács Béla                                                  | 1945. november 15. | 1946. február 4. | Független Kisgazdapárt |                |
| igazságügyi miniszter                                        |                    |                  |                        |                |
| Ries István                                                  | 1945. november 15. | 1946. február 4. | MSZDP                  |                |
| iparügyi miniszter                                           |                    |                  |                        |                |
| Bán Antal                                                    | 1945. november 15. | 1946. február 4. | MSZDP                  |                |
| kereskedelmi és szövetkezetügyi miniszter                    |                    |                  |                        |                |
| Rónai Sándor                                                 | 1945. november 15. | 1946. február 4. | MSZDP                  |                |
| közlekedésügyi miniszter                                     |                    |                  |                        |                |
| Gerő Ernő                                                    | 1945. november 15. | 1946. február 4. | Magyar Kommunista Párt |                |
| népjóléti miniszter                                          |                    |                  |                        |                |
| Molnár Erik                                                  | 1945. november 15. | 1946. február 4. | Magyar Kommunista Párt |                |
| tájékoztatási miniszter                                      |                    |                  |                        |                |
| Balla Antal                                                  | 1945. november 15. | 1946. február 4. | Független Kisgazdapárt |                |
| közellátásügyi miniszter                                     |                    |                  |                        |                |
| Bárányos Károly                                              | 1945. november 15. | 1946. február 4. | Független Kisgazdapárt |                |
| újjáépítési miniszter                                        |                    |                  |                        |                |
| Antall József                                                | 1945. november 15. | 1946. február 4. | Független Kisgazdapárt |                |